# Ayumi Tanimoto
Ayumi Tanimoto (谷本 歩実, Tanimoto Ayumi, née le 4 août 1981 à Anjō) est une judokate japonaise qui s'illustre dans la catégorie des poids mi-moyen (-63 kg). Vice-championne du monde junior et senior, elle a également remporté la médaille d'or aux J.O. à Athènes en 2004 et en 2008 à Pékin.

## Biographie
La Nippone se révèle par un titre de vice-championne du monde junior décroché en 2000 à Nabeul (battue en finale par la Française Lucie Décosse). Elle confirme l'année suivante chez les seniors en remportant le bronze aux mondiaux de Munich. Championne du monde par équipes avec son équipe nationale en 2002, elle participe aux Jeux olympiques 2004 à Athènes. Qualifiée pour la finale, elle bat l'Autrichienne Claudia Heill et décroche l'une des huit médailles d'or décrochées par le Japon lors de ces Jeux. L'année suivante, elle est battue en finale des championnats du monde par Lucie Décosse. Elle prend sa revanche en finale des Jeux olympiques en 2008 à Pékin.

## Palmarès

### Jeux olympiques
- Jeux olympiques de 2004 à Athènes (Grèce) :
  -  Médaille d'or dans la catégorie des poids mi-moyen (-63 kg).
- Jeux olympiques de 2008 à Pékin (Chine) :
  -  Médaille d'or dans la catégorie des poids mi-moyen (-63 kg).

### Championnats du monde
- Championnats du monde 2001 à Munich (Allemagne) :
  -  Médaille de bronze dans la catégorie des poids mi-moyens (-63 kg).
- Championnats du monde 2005 au Caire (Égypte) :
  -  Médaille d'argent dans la catégorie des poids mi-moyens (-63 kg).
- Championnats du monde 2007 à Rio de Janeiro (Brésil) :
  -  Médaille de bronze dans la catégorie des poids mi-moyens (-63 kg).

### Divers
- Par équipes :
  -  Médaille d'or aux mondiaux par équipes de 2002 à Bâle.
  -  Médaille de bronze aux mondiaux par équipes de 2006 à Paris.
- Jeux Panasiatiques :
  -  Médaille d'or en 2002 à Pusan (Corée du Sud).
- Juniors :
  - 1 médaille d'argent aux mondiaux juniors en 2000 à Nabeul (Tunisie).
- Tournoi de Paris :
  - 1 podium en 2007.